# Остробуры
Остробуры (укр. Гостробури) — село,
Межиричский сельский совет,
Лебединский район,
Сумская область,
Украина.
Код КОАТУУ — 5922986202. Население по переписи 2001 года составляло 7 человек .

## Географическое положение
Село Остробуры находится недалеко от истоков реки Ворожба.
На расстоянии в 0,5 км расположено село Маньки.